# (60) Écho
(60) Écho (désignation internationale (60) Echo) est un astéroïde de la ceinture principale découvert par James Ferguson de l'observatoire naval des États-Unis le 14 septembre 1860 à Washington D.C..
James Ferguson l'a appelé Écho, qui est une nymphe de la mythologie grecque ; il voulait l'appeler « Titania » sans savoir que ce nom était déjà utilisé pour un satellite d'Uranus.
Écho a été étudié au radar.

## Compléments